# NGC 6638
NGC 6638 is een bolvormige sterrenhoop in het sterrenbeeld Boogschutter. Het hemelobject werd op 12 juli 1784 ontdekt door de Duits-Britse astronoom William Herschel.
NGC 6638 bevindt zich, vanaf de Aarde gezien, schijnbaar op een halve graad ten oosten van de ster Kaus Borealis (Lambda Sagittarii) die de top vormt van het gemakkelijk herkenbare asterisme Theepot (Teapot), dat het centrale gedeelte van het sterrenbeeld Boogschutter inneemt. Deze ster en NGC 6638 klimmen, tijdens de culminatie gezien vanuit de Benelux, tot 13 en een halve graad boven de zuidelijke horizon.

## Synoniemen
- GCl 95
- ESO 522-SC30